# Идриз Сефери
Идриз Сефери (на албански: Idriz Seferi; на турски: İdris Sefer) е албански революционер, смятан за национален герой. Сефери е член на Призренската лига и на Печката лига, дясна ръка на Иса Болетини, с когото в 1910 година организира въстание срещу Османската империя в Косовския вилает. След потушаването на въстанието, Сефери участва във въстанието от 1912 година. През Балканската война (1912 - 1913) Болетини и Сефери се съпротивляват на сръбската окупация, нападат сръбски постове и обекти и в годините на анексия и в първата фаза на Първата световна война (1914 - 1915). Във втората фаза на войната (1915 - 1918) се сражават и с български части.

## Биография

### Ранни години
Роден е на 14 март 1847 година в албанското мюсюлманско село Сефер, Скопска Църна гора, тогава в Косовския вилает на Османската империя, откъдето идва и прякорът му Сефери. Още млад се включва в албанското национално движение, член е на Призренската лига (1878) и на Печката лига (1899).

### Албанско въстание от 1910 г.
Сефери е един от лидерите на Албанското въстание в Косовския вилает в 1910 година. Сефери се опитва да установи връзка със сръбското правителство, подобно на албанските лидери в Дяково, Печ и Черна гора. Той овладява Гниляне и повежда 5000 души, които прекъсват железопътната линия Прищина - Скопие при Качаник. Сефери спира в Качанишкия проход влак с войска и провизии за Прищина, разоръжава войниците и отнася припасите. Хората му успяват за седмица - от 23 до 29 април 1910 година - да удържат настъплението на османските сили в прохода, като макар и да нямат артилерия, нанасят тежки загуби на османците. След голямо 13-часово сражение 16 000 армия на Шевкет Тургут паша успяват да изтласкат бунтовниците. Частите на Сефери убиват около 2000 османски войници.

### Албанско въстание от 1912 г.
На 23 април 1912 година Хасан Прищина вдига въстание в Косовския вилает. На 20 май албанските водачи Байрам Цури, Иса Болетини, Риза Гякова, Идриз Сефери, Хасан Прищина, Неджиб Драга и други взимат решение за общо въоръжено въстание в целия вилает. Сефери организира въстаниците в района на Феризово, където се водят най-ожесточените сражения.
На 12 август 30 000 въстаници на Байрам Цури, Хасан Прищина, Мехмед Дърала, Риза Дякова и Идриз Сефери под командването на Болетини настъпват към столицата на вилаета Скопие и без съпротива го овладяват. След изпращането на войска, албанците се оттеглят в планините, но в целия район между Печ и Митровица са разграбени военните складове, отворени са затворите и са събрани пари от жителите за албанските лидери. На 18 август умерената фракция, начело с Прищина, успява да убеди Сефери, Болетини, Цури и Дякова да приемат споразумение с османците за албански политически и културни права.

### Балкански войни
Един ден преди избухването на Балканската война, по обед, Сефери повежда 1000 души в атака към сръбските гранични постове. Те са въоръжени с мартинки и сръбски скорозарядни пушки, доставени от Сърбия през Албанското въстание от 1909 година. След като Косово попада в Сърбия след Балканските войни, Сефери започва да се бори срещу новата власт. След окупацията на Косово от български части по време на Първата световна война, оказва съпротива и на българите.

## Памет
Паметници на Сефери са издигнати в Гниляне и в Качаник. Посмъртно президентът на Република Косово го награждава с ордена Герой на Косово.